# Юлінг (Небраска)
Юлінг (англ. Uehling) — селище (англ. village) в США, в окрузі Додж штату Небраска. Населення — 241 особа (2020).

## Географія
Юлінг розташований за координатами 41°44′5″ пн. ш. 96°30′20″ зх. д. / 41.73472° пн. ш. 96.50556° зх. д. (41.734704, -96.505644).  За даними Бюро перепису населення США в 2010 році селище мало площу 0,58 км², уся площа — суходіл.

## Демографія
Згідно з переписом 2010 року, у селищі мешкало 230 осіб у 110 домогосподарствах у складі 67 родин. Густота населення становила 397 осіб/км².  Було 132 помешкання (228/км²).
Расовий склад населення:
| - 97,0 % — білих - 0,4 % — корінних американців - 1,7 % — осіб інших рас |

До двох чи більше рас належало 0,9 %. Частка іспаномовних становила 3,0 % від усіх жителів.
За віковим діапазоном населення розподілялося таким чином: 20,9 % — особи молодші 18 років, 54,8 % — особи у віці 18—64 років, 24,3 % — особи у віці 65 років та старші. Медіана віку мешканця становила 46,8 року. На 100 осіб жіночої статі у селищі припадало 93,3 чоловіків;  на 100 жінок у віці від 18 років та старших — 102,2 чоловіків також старших 18 років.
Середній дохід на одне домашнє господарство  становив 52 167 доларів США (медіана — 42 222), а середній дохід на одну сім'ю — 60 518 доларів (медіана — 56 250). Медіана доходів становила 35 750 доларів для чоловіків та 32 500 доларів для жінок. За межею бідності перебувало 10,5 % осіб, у тому числі 17,4 % дітей у віці до 18 років та 2,7 % осіб у віці 65 років та старших.
Цивільне працевлаштоване населення становило 127 осіб. Основні галузі зайнятості: освіта, охорона здоров'я та соціальна допомога — 23,6 %, роздрібна торгівля — 16,5 %, виробництво — 16,5 %.